# ستاندارد لييج
نادي ستاندارد لييج الملكي (بالفرنسية: Royal Standard de Liège) نادي كرة قدم بلجيكي يلعب في دوري الدرجة الأولى. تأسس النادي في العام 1898،وهو واحد من أكثر الأندية شعبيةً في بلجيكا.

## الإنجازات

### محلي
- الدوري البلجيكي [4]

الأبطال (10): 1957–58 ، 1960–61 ، 1962–63 ، 1968–69 ، 1969–70 ، 1970–71 ، 1981–82 ، 1982–83 ، 2007–08 ، 2008–09
الوصيفون (13): 1925–26 ، 1927–28 ، 1935–36 ، 1961–62 ، 1964–65 ، 1972–73 ، 1979–80 ، 1992–93 ، 1994–95 ، 2005–06 ، 2010–11 ، 2013-14 ، 2017-18
- كأس بلجيكا [5]

الأبطال (8): 1953–54 ، 1965–66 ، 1966–67 ، 1980–81 ، 1992–93 ، 2010–11 ، 2015–16 ، 2017–18
الوصيفون (10): 1964–65 ، 1971–72 ، 1972–73 ، 1983–84 ، 1987–88 ، 1988–89 ، 1998-99 ، 1999-00 ، 2006–07 ، 2020–21
- كأس الدوري البلجيكي [5]

البطل (1): 1975
- كأس السوبر البلجيكي [5]

البطل (4): 1981 ، 1983 ، 2008 ، 2009
الوصيف (5): 1982 ، 1993 ، 2011 ، 2016 ، 2018

### دولي
- كأس الكؤوس الأوروبية [6]

الوصيف (1): 1981-82
- كأس الإنترتوتو

الوصيف (1): 1996

### آخر
- بطولة أمستردام :

الوصيف (1): 1981